# Club Social y Deportivo Montecaseros
El Club Social y Deportivo Montecaseros es un club de fútbol argentino de Montecaseros, San Martín, provincia de Mendoza. 
Tras la eliminación del Torneo Federal B por parte del Consejo Federal actualmente participa del torneo de la Liga Rivadaviense, a la espera de clasificar al Torneo Regional Federal Amateur.

## Historia

### Torneo del Interior 2012
Terminó primero en la zona 85 con 10 puntos dejando atrás a Fernández Álvarez (Los Sauces) 4 puntos y a Nueva California del Este (Santa Rosa) con 3 puntos. En los treintaidosavos de final dejó en el camino a Andes Talleres 5 a 3 por penales al haber empatado 2 a 2 en el global, en instancias de dieciseisavos de final quedaría eliminado tras perder 2 a 0 el partido de ida y 4 a 1 el partido de vuelta contra el semifinalista del torneo Gutiérrez Sport Club.

### Torneo del Interior 2013
Terminó primero en la zona 31 con 11 puntos dejando atrás a Cordón del Plata (Tupungato) 8 puntos, a La Libertad (Rivadavia) 7 puntos y a Antonio Iriarte El Zampal (Tupungato). En los cuartos de final de la Zona 3 dejó en el camino a Leonardo Murialdo tras vencerlo 2 a 1 en el global, en instancias de semifinales quedaría eliminado tras perder 6 a 5 en la definición por penales, luego de haber igualado 2 a 2 en el resultado global, ante uno de los ascendidos del torneo San Martín (Monte Comán, San Rafael).

## Uniforme
- Uniforme titular: camiseta negra y blanca a bastones verticales; pantalón negro y medias negras.
- Uniforme suplente: camiseta blanca; pantalón negro y medias negras.

## Estadio
El estadio de Club Social y Deportivo Montecaseros,No tiene nombre asignado, se encuentra en carril Montecaseros km 12, 5570 San Martín, detrás de la sede del club. Su campo de juego es uno de los mejores de Mendoza y Fue utilizado por equipos de primera y segunda división para enfrentamientos y Torneos de Nacional B (Maipú) y Federal A (Huracán Las Heras)

## Palmarés

### Torneos provinciales
- Liga Rivadaviense de Fútbol (6):[2][3]